# Zona de fractura

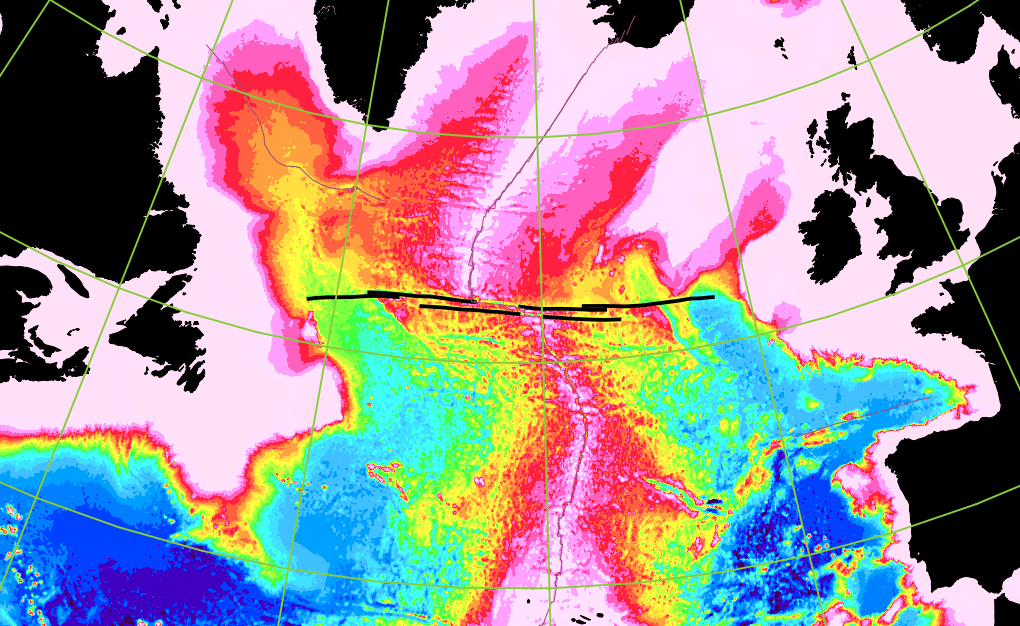
Mapa batimétrico que muestra la extensión completa de la zona de fractura de Charlie-Gibbs.

Una zona de fractura es una característica oceánica lineal, a menudo de cientos e incluso miles de kilómetros de longitud, que resulta de la acción de los segmentos del eje de la dorsal mediooceánica desplazados. Son una consecuencia de la tectónica de placas. Las placas litosféricas a ambos lados de una falla transformante activa se mueven en direcciones opuestas, produciéndose actividad de deslizamiento. Las zonas de fractura se extienden más allá de las fallas transformantes, alejándose del eje de la cresta. Sísmicamente inactivas (porque ambos segmentos de placa se mueven en la misma dirección), muestran evidencia de actividad de fallas transformantes pasadas, principalmente en las diferentes edades de la corteza en lados opuestos de la zona.
En el uso contemporáneo, muchas fallas transformantes alineadas con zonas de fractura a menudo se denominan como "zonas de fractura", aunque técnicamente no lo son.

## Estructura y formación
Las dorsales oceánicas son límites de placas divergentes. A medida que se mueven las placas a ambos lados de una dorsal oceánica compensada, se forma una falla de transformación en la desviación entre las dos dorsales.
Las zonas de fractura y las fallas de transformación que las forman son características distintas pero relacionadas. Las fallas de transformación son límites de placas tectónicas, lo que significa que a cada lado de la falla hay una placa diferente. Por el contrario, fuera de la falla de transformación dorsal-dorsal, la corteza en ambos lados pertenece a la misma placa y no hay movimiento relativo a lo largo de la unión. La zona de fractura es, por lo tanto, la unión entre regiones de la corteza oceánica de diferentes edades. Debido a que la corteza más joven es generalmente más alta debido al aumento de la flotabilidad térmica, la zona de fractura se caracteriza por un desplazamiento en elevación con un cañón intermedio que puede ser topográficamente distinto en cientos o miles de kilómetros en el lecho marino.

## Importancia geológica
Como muchas áreas del fondo oceánico, particularmente el océano Atlántico, están inactivas en la actualidad, puede ser difícil determinar el movimiento pasado de las placas. Sin embargo, al observar las zonas de fractura, se puede determinar tanto la dirección como la velocidad del movimiento pasado de la placa. Esto se encuentra observando los patrones de bandas magnéticas en el lecho del océano (como resultado de las inversiones del campo magnético de la Tierra a lo largo del tiempo). Al medir el desplazamiento en las bandas magnéticas, se puede determinar la velocidad de los movimientos de la placa en el pasado. En un método similar, se pueden usar las edades relativas del fondo marino a ambos lados de una zona de fractura para determinar la velocidad de los movimientos de las placas en el pasado. Al comparar qué tan desplazado está el lecho marino de edad similar, se puede determinar qué tan rápido se ha movido la placa.

## Ejemplos de zonas de fractura

### Zona de fractura de Blanco

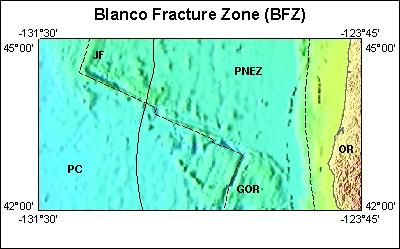
Imagen de la USGS de las regiones de la zona de fractura de Blanco

La zona de fractura de Blanco es una zona de fractura que se extiende entre la dorsal de Juan de Fuca y la dorsal Gorda . La característica dominante de la zona de fractura es la dorsal de Blanco, de 150 km de largo, que es una falla de deslizamiento lateral derecho de alto ángulo con algún componente de deslizamiento de inmersión.

### Zona de fractura de Charlie-Gibbs
La zona de fractura de Charlie-Gibbs consta de dos zonas de fractura en el Atlántico norte que se extienden por más de 2000 km. Estas zonas de fractura desplazan la dorsal mesoatlántica un total de 350 km al oeste. La sección de esta dorsal entre las dos zonas de fractura es sísmicamente activa.

### Zona de fractura Mendocino
La zona de fractura Mendocino se extiende por más de 4000 km fuera de la costa de California y separa laplaca del Pacífico y la placa de Gorda. Las profundidades batimétricas en el lado norte de la zona de fractura son de 800 a 1200 m menos profundo que las del sur, lo que sugiere que el fondo marino al norte de la dorsal es más joven. La evidencia geológica respalda esto, pues se encontraron rocas entre 23 y 27 millones de años más recientes al norte de la dorsal que al sur.

### Zona de fractura Romanche

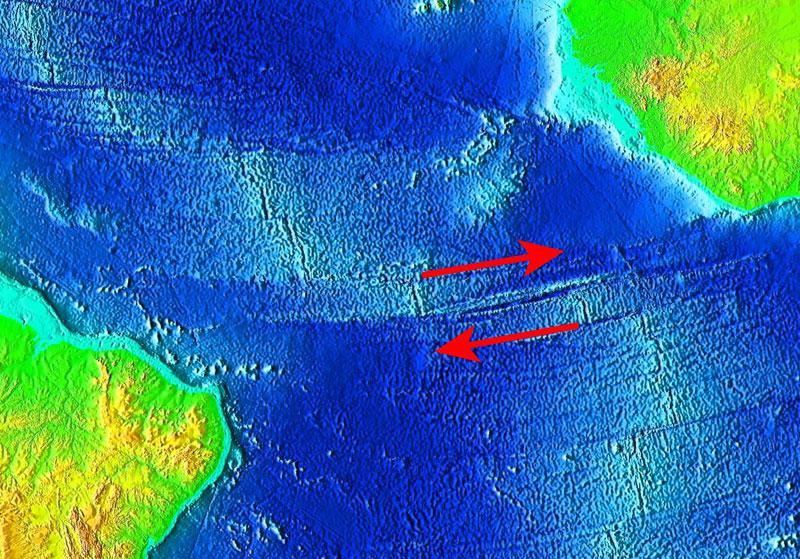
Fosa Romanche

También conocida como la fosa Romanche, esta zona de fractura separa los océanos Atlántico Norte y Sur. La fosa alcanza los 7.758 m de profundidad, tiene 300 km de largo y un ancho de 19 km. La zona de fractura compensa la dorsal mesoatlántica en más de 640 km.

### Zona de fractura de Sovanco
La zona de fractura de Sovanco es una falla de transformación de deslizamiento dextral que corre entre las dorsales Juan de Fuca y del Explorador en el Océano Pacífico Norte. La zona de fractura tiene 125 km de largo y 15 km de ancho.